# 테레사 살다나
테레사 살다나(Theresa Saldana, 1954년 8월 20일 ~ 2016년 6월 6일)는 미국의 배우이자 작가였다. 1990년대 텔레비전 시리즈 더 코미쉬에서 토니 스칼리 경찰청장의 아내인 레이첼 스칼리 역으로 잘 알려져 있는 그는 이 역할로 1994년 골든 글로브상 시상식에서 여성조연부문에서 베스트 퍼모먼스로 지명되기도 하였다. 주요 필모그래피는 다음과 같다; 1980년 상영된 레이징 불에서 조 페시가 맡은 역할의 아내 역, 아 워너 홀드 유어 핸드에서 로버트 저메키스가 맡은 비틀매니아 역의 앙상블 멤버이다. 그는 또한 1982년 광팬의 살인 미수 사건에서 살아남아 스토킹에 대한 사회적인 경각심을 올린 것으로도 알려져 있다.

## 생애
살다나는 뉴욕 브루클린에서 태어나 5일된 날 푸에르토리코계와 이탈리아어-미국계 가족인 디비나 살다나와 토니 살다나에게 입양되었다.
살다나는 어릴때 댄스 레슨을 받았었다. 그러나, 열두살 때 등록한 덤블링 팀에서 심각한 어깨 부상을 입었다. 1977년 오프 브로드웨이 뮤지컬 더 뉴욕 시티 스트리트 쇼에서 공연하는 동안 탤런트 스카우트에게 주목받은 이후 그는 1978년 영화 눈지오에 캐스팅되었다.

## 스토킹 사건
1982년 3월 15일, 살다나는 애버딘 출신의 당시 46세였던 아서 리차드 잭슨의 스토킹 피해자였다. 잭슨은 살다나를 1980년대 영화 데피앙스와 레이징 불에서 보고 매료되었다고 한다. 그는 개인 조사관을 고용하여 살다나 모친의 전화번호를 얻어 살다나의 주소를 알아냈다. 잭슨은 살다나의 모친에게 전화를 걸어 자신을 마틴 스코세시의 비서라고 칭하면서 그가 유럽에서 영화 촬영을 하는데 여자 배우를 교체하기로 하여 살다나의 거주지 주소가 필요하다고 말하였다.
잭슨은 대낮에 웨스트 할리우드에 있는 살다나의 자택 앞에서 살다나에게 접근하여 14cm 길이의 칼로 그의 몸통을 10번 찔렀고, 이는 그를 거의 사망에 이르게 하였다. 그의 공격은 너무나 난폭하여 칼날이 구부러지기도 하였다. 비록 당시 그곳에 많은 목격자가 있었으나, 공격이 중단된 것은 배달업자 제프 펜이 그의 비명소리를 듣고 아파트 2층에서 내려와 잭슨을 제압한 이후였다. 살다나는 네 시간의 수술 이후 회복하였고 모션 픽쳐 병원에서 네 달을 입원하였다. 그는 텔레비전 전용 영화 빅텀스 포 빅텀스: 더 테레사 살다나 스토리와 헌터스의 한 에피소드에서 사건을 다시 체험하였다.
잭슨은 폭행 및 수감 중 살다나와 그를 구한 사람에 대한 협박 혐의로 14년을 감옥에서 복역하였다. 그는 이후 1996년 영국으로 송환되어 재판을 받았다. 잭슨은 1997년에 정신 이상에 의한 한정 책임 능력으로 무죄 판결을 받고 영국의 한 정신병원에 입원되어, 거기서 2004년 나이 68세에 심장 마비로 사망한다.
잭슨이 살다나를 찾고 접근한 방법은 스토커 로버트 존 바르도에게 영향을 주어 그가 당시 젊은 배우였던 레베카 쉐퍼에게 연락하기 위해 개인 조사관을 고용하고 1989년에 그를 웨스트 할리우드에서 살해하게 한다.

## 피해자 변호 활동
살다나의 긴 회복 기간 이후, 그는 빅텀스 포 빅텀스라는 단체를 설립, 1990년 스토킹 금지법과 1994년 운전자 프라이버시 보호법 로비 활동에 참여한다. 스토킹 사건에서의 경험은 또한 살다나에게 영감을 주어 텔레비전 영화 빅텀스 포 빅텀스: 더 테레사 살다나 스토리에서 연기하였고, 사건 이후 그가 겪었던 경험에 바탕하여 비욘드 서바이벌이라는 책을 출판하였다.

## 공연 예술 지지
살다나는 그의 딸이 멤버로 있는 더 재즈 탭 앙상블을 알리는데 기여하였다. 그룹은 십대 무용 영재를 훈련시키기 위한 자금을 조달하고 있다.

## 사망
살다나는 세다르-시나이 메디컬 센터에서의 입원생활 끝에 2016년 6월 6일 나이 61세에 사망하였다. 더 코미쉬에서 살다나의 남편 역을 맡았던 마이클 치클리스는 "이와 같은 소식을 듣게 되어 매우 고통스럽다"라고 하였다.